# 21世纪教育研究院
21世纪教育研究院是中華人民共和國一家研究教育公共政策、教育创新的民办非营利组织，成立于2002年，2008年在北京市工商部门以“北京新民思睿教育咨询中心”的名义注册为企业。

## 歷史
2002年，苏州市分管教育的副市长朱永新创建了21世纪教育发展研究院，並於2004年聘请北京理工大学高等教育研究所教授杨东平出任理事长兼院长，並在北京設立了工作单位。2008年下半年，北京分部正式与苏州分部分离，苏州部分改名叫新教育研究院，北京部分独更名为21世纪教育研究院，北京理工大学教授杨东平出任院长。上海交通大学教授熊丙奇、中小学教育研究中心主任、江苏扬州中学历史特级教师王雄以及中小学管理杂志社长柴纯青擔任21世纪教育研究院副长，黄胜利擔任21世纪教育研究院执行院长。有人認為，21世纪教育研究院通過魅力型权威型領導人朱永新以及杨东平的身份吸引學者。
21世纪教育研究院並未在民政部门注册，而是在工商部门以企业形式註冊。由于21世纪教育研究院只具有工商注册的身份，为了避开高额的税赋，他们只能把捐赠收入放在其他的公益基金会的名下。之後21世纪教育研究院通过媒体传播教育理念和观点，試圖影响公众，並进而影响公共政策。

## 外部連結
- 官方网站